# نیو-رودن
نیو-رودن (به هلندی: Nieuw-Roden) یک منطقهٔ مسکونی در هلند است که در نوردن‌فلد واقع شده‌است. نیو-رودن ۱٬۳۱۸ نفر جمعیت دارد.